# Sasa samaniana
Sasa samaniana là một loài thực vật có hoa trong họ Hòa thảo. Loài này được Miyabe & Kudô miêu tả khoa học đầu tiên năm 1931.